# Sent Claud
Sant Claud és un municipi francès situat al departament del Charente i a la regió de la Nova Aquitània. L'any 2007 tenia 1.099 habitants.

## Demografia

### Població
El 2007 la població de fet de Sant Claud era de 1.099 persones. Hi havia 494 famílies de les quals 185 eren unipersonals (52 homes vivint sols i 133 dones vivint soles), 189 parelles sense fills, 100 parelles amb fills i 20 famílies monoparentals amb fills.
La població ha evolucionat segons el següent gràfic:
Habitants censats

### Habitatges
El 2007 hi havia 628 habitatges, 504 eren l'habitatge principal de la família, 68 eren segones residències i 56 estaven desocupats. 523 eren cases i 61 eren apartaments. Dels 504 habitatges principals, 306 estaven ocupats pels seus propietaris, 189 estaven llogats i ocupats pels llogaters i 9 estaven cedits a títol gratuït; 19 tenien una cambra, 59 en tenien dues, 85 en tenien tres, 138 en tenien quatre i 203 en tenien cinc o més. 343 habitatges disposaven pel capbaix d'una plaça de pàrquing. A 246 habitatges hi havia un automòbil i a 163 n'hi havia dos o més.

### Piràmide de població
La piràmide de població per edats i sexe el 2009 era:
| Homes | Edats   | Dones |
| ----- | ------- | ----- |
| 0     | 95 o +  | 4     |
| 0     | 90 a 94 | 0     |
| 8     | 85 a 89 | 16    |
| 8     | 80 a 84 | 32    |
| 44    | 75 a 79 | 48    |
| 48    | 70 a 74 | 36    |
| 16    | 65 a 69 | 28    |
| 20    | 60 a 64 | 32    |
| 24    | 55 a 59 | 24    |
| 36    | 50 a 54 | 28    |
| 32    | 45 a 49 | 20    |
| 36    | 40 a 44 | 28    |
| 48    | 35 a 39 | 40    |
| 36    | 30 a 34 | 40    |
| 28    | 25 a 29 | 32    |
| 16    | 20 a 24 | 20    |
| 24    | 15 a 19 | 8     |
| 52    | 10 a 14 | 20    |
| 20    | 5 a 9   | 32    |
| 12    | 0 a 4   | 24    |

## Economia
El 2007 la població en edat de treballar era de 667 persones, 478 eren actives i 189 eren inactives. De les 478 persones actives 416 estaven ocupades (238 homes i 178 dones) i 62 estaven aturades (29 homes i 33 dones). De les 189 persones inactives 64 estaven jubilades, 32 estaven estudiant i 93 estaven classificades com a «altres inactius».

### Ingressos
El 2009 a Sant Claud hi havia 495 unitats fiscals que integraven 1.073,5 persones, la mediana anual d'ingressos fiscals per persona era de 13.642 €.

### Activitats econòmiques
Dels 56 establiments que hi havia el 2007, 2 eren d'empreses extractives, 4 d'empreses alimentàries, 1 d'una empresa de fabricació d'altres productes industrials, 12 d'empreses de construcció, 11 d'empreses de comerç i reparació d'automòbils, 5 d'empreses de transport, 4 d'empreses d'hostatgeria i restauració, 5 d'empreses financeres, 3 d'empreses immobiliàries, 5 d'entitats de l'administració pública i 4 d'empreses classificades com a «altres activitats de serveis».
Dels 21 establiments de servei als particulars que hi havia el 2009, 1 era una oficina d'administració d'Hisenda pública, 1 oficina de correu, 1 una oficina bancària, 2 tallers de reparació d'automòbils i de material agrícola, 3 paletes, 1 guixaire pintor, 3 fusteries, 1 electricista, 2 empreses de construcció, 3 perruqueries, 2 restaurants i 1 agència immobiliària.
Dels 6 establiments comercials que hi havia el 2009, 1 era un supermercat, 2 fleques, 2 carnisseries i 1 una llibreria.
L'any 2000 a Sant Claud hi havia 40 explotacions agrícoles que ocupaven un total de 1.562 hectàrees.

## Equipaments sanitaris i escolars
El 2009 hi havia 1 farmàcia i 1 ambulància.
El 2009 hi havia una escola elemental.

## Poblacions més properes
El següent diagrama mostra les poblacions més properes.